# シリア解放軍事評議会
シリア解放軍事評議会（アラビア語： المجلس العسكري لتحرير سوريا）は、2025年3月6日、元シリア軍（SAAF）将校のギアス・スレイマン・ダラーをはじめとする元将校や、崩壊したアサド政権の忠誠者たちによって結成された武装野党連合である。アサド政権が崩壊し、2024年12月にシリア暫定政府が樹立された後、シリアの沿岸地域で暴力が著しく高まったことを受けて結成された。

## 歴史

### 結成
この評議会は、元シリア軍将校のギアト・スレイマン・ダッラー准将に配布された「声明第1号」によって公式に発表された。その結成は、アサド政権に忠実なシリア治安部隊がラタキアの田舎でスハイル・アル＝ハッサン大佐と西シリア衝突したのと時を同じくしていた。声明は、ラタキア県で治安総局に対する「統一攻撃」とされるものがあり、政府関係者の間で16人以上の死者が出たと報じられたことを受けて、組織の設立を宣言した。
シリア解放軍事評議会の設立声明によると、その主要目的は「すべてのテロ勢力からシリア全土を解放する」ことと、「現体制を打倒し、その抑圧的な宗派組織を解体する」ことである。評議会は、あらゆる宗派、地域、民族的背景を持つシリア市民に対し、その力を結集するよう公に訴えた。同評議会はまた、国際社会に対し、「曖昧な言葉で偽装された不正義と専制政治からの解放」という「シリア国民の意志」を支援するよう呼びかけた。

### 活動

#### 2025年ラタキア衝突
2025年3月上旬、軍事評議会軍はシリア新政府の軍事組織と衝突した。スハイル・アル＝ハサン大佐の出身地であるベイト・アナベイト・アナで、暫定政府が指名手配している人物を逮捕しようとする治安部隊の試みを地元住民が妨害したことから、衝突が始まった。評議会軍は、ラタキアの田舎にあるベイト・アナとダリヤ(シリア)を囲む森林地帯で、暫定政府の軍用機やヘリコプターと対峙した。
3月6日、ラタキアの海軍大学が一時、評議会系とされる沿岸の盾旅団に占拠されたが、数時間後に政府軍が奪還した。また、ラタキアの犯罪保安支部の周辺やラタキア市内のアル・ジラア地区でも衝突が報告された。これらの軍事作戦により、シリアの治安要員約28人が死亡した。また、ベイト・アナ地区では、戦闘中に治安部隊員7人と民間人4人が死亡したと伝えられた。

## 関係
シリア暫定政府は、評議会の活動を、市民を欺きながら内乱を喧伝するための「心理戦キャンペーンの一環」と位置づけた。シリア政府は、軍部隊が評議会軍と戦い続けていると主張し、いかなる当事者にも「時計の針を戻す」ことを許さないと述べた。政府はまた、シリア国民に対し、評議会や他の政党からの「フェイクニュース」と称するものを無視するよう促し、偽の主張を避けるため、政府公式のニュースソースに頼るよう主張した。